# Gioacchino Avesani
Gioacchino Avesani auch Joachim Avesani (* 5. oder 8. September 1741 in Verona; † 25. April oder 1. Mai 1818 ebenda) war ein italienischer Jesuit, Lehrer und Dichter.

## Leben
Zur Herkunft und Ausbildung von Gioacchino Avesani liegen keine Hinweise vor. 
Er trat in den Orden der Gesellschaft Jesu ein und studierte Literatur in Piacenza, Philosophie in Bologna und Theologie in Mantua. 
Nach der Aufhebung des Ordens durch Papst Clemens XIV. erhielt er in Verona am Priesterseminar den Lehrstuhl für Literatur und wurde 1775 Professor der Rhetorik; von 1793 bis 1803 war er dort Rektor.
Er beschäftigte sich auch mit lateinischer und italienischer Poesie und veröffentlichte hierzu einige Werke.

## Erinnerung
Zu seiner Ehrung befindet sich ein Monument des Bildhauers Antonio Spazzi (1770–1848) in der Biblioteca Civica in Verona.

## Schriften (Auswahl)
- Oratio habita Veraonae in solemni studiorum inauguratione. Verona, 1775.
- Stanze sulla caccia de’ Grilli. Verona, 1796 (Digitalisat).
- Saggio di Poesia. Parma, 1797 (Digitalisat).
- Poesie italiane e latine. Verona, 1807.
- Orlando furioso di m. Lodovico Ariosto conservato nella sua epica integrità e recato ad uso della studiosa gioventù dall’abate Gioacchino Avesani veronese con utili annotazioni.
  - Band 1. Verona, 1810 (Digitalisat).
  - Band 2. Verona, 1810 (Digitalisat).
  - Band 3. Verona, 1810 (Digitalisat).
  - Band 4. Verona, 1810 (Digitalisat).
- Scherzi poetici. Venedig, 1814.
- Le metamorfosi canti VI. Venedig, 1833 (Digitalisat).